# 莫斯科迪纳摩冰球俱乐部
莫斯科發電機冰球俱樂部（俄语：ХК Динамо Москва）是一家位於俄羅斯莫斯科的职业冰上曲棍球俱樂部。它是大陆冰球联赛塔拉索夫分区的成員。该俱乐部在2011–12賽季和2012–13賽季兩次贏得了加加林杯冠軍，並在2013–14賽季贏得了一次常規賽冠軍以及大陸杯冠軍。